# Cot Uteuen Gantung
Cot Uteuen Gantung är en kulle i Indonesien.   Den ligger i provinsen Aceh, i den västra delen av landet, 1 800 km nordväst om huvudstaden Jakarta. Toppen på Cot Uteuen Gantung är 140 meter över havet.
Terrängen runt Cot Uteuen Gantung är kuperad åt sydväst, men norrut är den platt. Havet är nära Cot Uteuen Gantung åt nordost.Runt Cot Uteuen Gantung är det ganska glesbefolkat, med 22 invånare per kvadratkilometer. Närmaste större samhälle är Banda Aceh, 17,1 km sydväst om Cot Uteuen Gantung. Omgivningarna runt Cot Uteuen Gantung är en mosaik av jordbruksmark och naturlig växtlighet.